# Spoorlijn Trompet - Duisburg-Homberg
De spoorlijn Trompet - Duisburg-Homberg is een Duitse spoorlijn en is als spoorlijn 2332 onder beheer van DB Netze.

## Geschiedenis
De lijn werd door de Ruhrort-Crefeld-Kreis Gladbacher Eisenbahn-Gesellschaft (RKG) in 1849 geopend.

## Aansluitingen
In de volgende plaatsen is of was er een aansluiting op de volgende spoorlijnen:
Trompet
DB 2, spoorlijn tussen Uerdingen en Trompet
DB 2330, spoorlijn tussen Rheinhausen en Kleef
DB 2340, spoorlijn tussen de aansluiting Mühlenberg en Trompet
Homberg (Niederrh)
DB 24, spoorlijn tussen Homberg en Moers
DB 2206, spoorlijn tussen Wanne-Eickel en Duisburg-Ruhrort via een spoorwegveer over de Rijn
DB 2274, spoorlijn tussen Oberhausen en Duisburg-Ruhrort via een spoorwegveer over de Rijn
DB 2300, spoorlijn tussen Duisburg-Ruhrort en Essen via een spoorwegveer over de Rijn